# برج نعمت
برج نعمت مربوط به دوره افشار است و در ندوشن، محله نعمت‌آباد واقع شده و این اثر در تاریخ ۱۱ مرداد ۱۳۸۴ با شمارهٔ ثبت ۱۲۳۶۶ به‌عنوان یکی از آثار ملی ایران به ثبت رسیده است.